# William Alatalo
William Alatalo (Ilmajoki, 19 aprile 2002) è un pilota automobilistico finlandese di origini etiope.

## Carriera

### Formule
William Alatalo esordisce in monoposto nel 2017 correndo nella Formula STCC Nordic dove ottiene una vittoria e chiude quinto in classifica. Nei due anni successivi compete in diversi campionati di Formula 4, nella serie italiana ottiene la vittoria a Monza ed ottiene il suo miglior risultati durante il FIA Motorsport Games Formula 4 Cup dove chiude terzo.
Nel 2020 Alatalo passa alla Formula Renault Eurocup. Nel secondo round ad Imola ottiene due podi, mentre nel resto della stagione ottiene diversi piazzamenti in zona punti. Chiude ottavo in classifica generale e terzo tra i Rookie.
L'anno seguente la Formula Renault si unisce con la Formula 3 europea regionale, il finlandese si iscrive alla serie con il team Arden Motorsport. La prima parte della stagione è molto positiva, è costantemente in zona punti e ottiene anche il podio nella seconda gara delPaul Ricard. Nella seconda metà della stagione, come l'anno precedente i risultati peggiorano, chiude undicesimo in classifica con 91 punti. 
Nel 2022 sale di categoria passando alla Formula 3 con il team Jenzer Motorsport. La stagione è piene di alti e bassi, Alatalo riesce a conquistare 24 punti dimostrandosi il miglior pilota del team.

### Gran Turismo
Nel 2023 rimasto senza un sedile in Formula 3, William decide di passare alle corse GT partecipando al Campionato Italiano Gran Turismo dal secondo round di Monza. In coppia con Lorenzo Ferrari porta in pista la Mercedes-Benz SLS AMG del team AKM Motorsport.

## Risultati

### Riassunto della carriera
| Stagione | Categoria                          | Team                         | Gare | Vittorie | Pole | GPV | Podi | Punti | Pos. |
| -------- | ---------------------------------- | ---------------------------- | ---- | -------- | ---- | --- | ---- | ----- | ---- |
| 2017     | Formula STCC Nordic                | Kart in Club Driving Academy | 13   | 1        | 0    | 1   | 4    | 142   | 5º   |
| 2017–18  | Formula 4 UAE                      | Mücke Motorsport             | 8    | 2        | 0    | 0   | 4    | 104   | 9º   |
| 2018     | Formula 4 italiana                 | BWT Mücke Motorsport         | 21   | 1        | 0    | 0   | 2    | 108   | 8º   |
| 2019     | Formula 4 italiana                 | BWT Mücke Motorsport         | 21   | 0        | 0    | 2   | 0    | 118   | 9º   |
| 2019     | Formula 4 ADAC                     | ADAC Berlin-Brandenburg      | 3    | 0        | 0    | 0   | 2    | 43    | 16º  |
| 2019     | FIA Motorsport Games Formula 4 Cup | Team Finland                 | 1    | 0        | 0    | 0   | 1    | N/A   | 3º   |
| 2020     | Formula Renault Eurocup            | JD Motorsport                | 20   | 0        | 1    | 0   | 2    | 92    | 8º   |
| 2021     | Formula 3 europea regionale        | Arden Motorsport             | 20   | 0        | 0    | 0   | 1    | 91    | 11º  |
| 2022     | Formula 3                          | Jenzer Motorsport            | 18   | 0        | 0    | 0   | 0    | 24    | 18º  |
| 2022     | Formula 3 europea regionale        | KIC Motorsport               | 2    | 0        | 0    | 0   | 0    | 0     | NC   |
| 2023     | Campionato Italiano Gran Turismo   | AKM Motorsport               | 2    | 0        | 0    | 0   | 0    | 0*    |      |

### Risultati Formula Renault Eurocup
(legenda) (Le gare in grassetto indicano la pole position) (Le gare in corsivo indicano Gpv)
| Stagione | Team          | 1   | 2   | 3   | 4   | 5   | 6   | 7   | 8   | 9   | 10  | 11  | 12  | 13  | 14  | 15  | 16  | 17  | 18  | 19  | 20  | Punti | Pos. |
| -------- | ------------- | --- | --- | --- | --- | --- | --- | --- | --- | --- | --- | --- | --- | --- | --- | --- | --- | --- | --- | --- | --- | ----- | ---- |
| 2020     | JD Motorsport | MNZ | MNZ | IMO | IMO | NÜR | NÜR | MAG | MAG | ZAN | ZAN | CAT | CAT | SPA | SPA | IMO | IMO | HOC | HOC | LEC | LEC | 92    | 8º   |
| 2020     | JD Motorsport | Rit | 5   | 3   | 2   | 5   | Rit | 9   | 8   | 11  | 10  | 12  | 8   | 9   | 9   | 8   | 9   | 7   | 9   | 11  | 7   | 92    | 8º   |

### Risultati Formula 3 regionale europea
(legenda) (Le gare in grassetto indicano la pole position) (Le gare in corsivo indicano Gpv)
| Stagione | Team  | 1   | 2   | 3   | 4   | 5   | 6   | 7   | 8   | 9   | 10  | 11  | 12  | 13  | 14  | 15  | 16  | 17  | 18  | 19  | 20  | Punti | Pos. |
| -------- | ----- | --- | --- | --- | --- | --- | --- | --- | --- | --- | --- | --- | --- | --- | --- | --- | --- | --- | --- | --- | --- | ----- | ---- |
| 2021     | Arden | IMO | IMO | CAT | CAT | MON | MON | LEC | LEC | ZAN | ZAN | SPA | SPA | RBR | RBR | VAL | VAL | MUG | MUG | MNZ | MNZ | 91    | 12º  |
| 2021     | Arden | 6   | 5   | 6   | 7   | 8   | 14  | 9   | 3   | 12  | 4   | 9   | 10  | 8   | 15  | 13  | 13  | 4   | 16  | 14  | 9   | 91    | 12º  |

### Risultati Formula 3
(legenda) (Le gare in grassetto indicano la pole position) (Le gare in corsivo indicano Gpv)
| Anno | Team              | 1   | 2   | 3   | 4   | 5   | 6   | 7   | 8   | 9   | 10  | 11  | 12  | 13  | 14  | 15  | 16  | 17  | 18  | Punti | Pos. |
| ---- | ----------------- | --- | --- | --- | --- | --- | --- | --- | --- | --- | --- | --- | --- | --- | --- | --- | --- | --- | --- | ----- | ---- |
| 2022 | Jenzer Motorsport | BHR | BHR | IMO | IMO | CAT | CAT | SIL | SIL | RBR | RBR | HUN | HUN | SPA | SPA | ZAN | ZAN | MNZ | MNZ | 24    | 18º  |
| 2022 | Jenzer Motorsport | 11  | 9   | 15  | 10  | 15  | 12  | 19  | 16  | Rit | 8   | 16  | 16  | 6   | 7   | 30  | Rit | 14  | 7   | 24    | 18º  |